# گارفیلد
گارفیلد (به انگلیسی: Garfield) یک داستان مصور آمریکایی است که توسط جیم دیویس خلق شده است و از ۱۹ ژوئن ۱۹۷۸ به صورت روزانه منتشر می‌شود. در ابتدا به صورت محلی در سال ۱۹۷۶ به عنوان جان منتشر شد و سپس در اتحادیه سراسری از ۱۹۷۸ به عنوان گارفیلد، این کمیک‌ها شرح زندگی یک گربه، گارفیلد (از نام پدربزرگ دیویس گرفته شده)، صاحبش، جان آرباکل و سگ جان، اودی می‌باشد. از سال ۲۰۱۳، آن را در تقریباً ۲۸۵۰ روزنامه و مجله همگام سازی کرده بود، و رکورد جهانی گینس را به دلیل هماهنگ‌ترین کمیک‌استریپ جهان در اختیار داشت.
اگرچه این امر به ندرت در چاپ ذکر می‌شود، طبق گفته کارتون ویژه تلویزیون "تولد مبارک، گارفیلد!"، گارفیلد در زادگاه جیم دیویس در مونسی، ایندیانا قرار دارد. مضامین رایج در استریپ شامل تنبلی گارفیلد، وسواس در خوردن غذا، عشق به قهوه و لازانیا، بی اعتنایی به دوشنبه‌ها و رژیم‌های غذایی است. همچنین نشان داده شده است که گارفیلد مردم را دستکاری می‌کند تا هرچه را می‌خواهد بدست آورند. تمرکز این نوار بیشتر روی تعامل بین گارفیلد، جان و اودی است، اما سایر شخصیت‌های مکرر که تکرار می‌شوند نیز ظاهر می‌شوند. در ابتدا با هدف ایجاد "شخصیت خوب و قابل بازاریابی" ایجاد شده است، گارفیلد کالاهایی را تولید کرده است که سالانه ۷۵۰ میلیون دلار تا یک میلیارد دلار درآمد کسب می‌کند. علاوه بر کالاهای مختلف و کراوات‌های تجاری، این نوار چندین کارتون ویژه تلویزیونی انیمیشن، دو مجموعه تلویزیونی انیمیشن، دو فیلم انیمیشن با طول زنده و اکشن / کامپیوتری با طول بلند تئاتر و سه فیلم کاملاً کامپیوتری را به‌طور مستقیم ویدئو با فیلم متحرک ایجاد کرده است.
بخشی از جذابیت گسترده فرهنگی پاپ به دلیل عدم تفسیر اجتماعی یا سیاسی است. اگرچه این قصد اصلی دیویس بود، او همچنین اعتراف کرد که «درک سیاسی او قوی نیست»، با شوخی اینکه سالها فکر می‌کرد «اوپک چسب دندانی است»
در تاریخ ۶ آگوست ۲۰۱۹، ویاکام سی بی اس، مستقر در نیویورک اعلام کرد که شرکت پاوز را از جمله حق رای دادن به حقوق گارفیلد (کارتون‌های طنز، کالا و انیمیشن) به دست می‌آورد. جیم دیویس به ساخت کمیک ادامه می‌دهد و یک سری جدید انیمیشن گارفیلد برای شرکت تابعه نیکلودئون سی بی اس در حال تولید است و در سال ۲۰۲۴ منتشر می‌شود.

## تاریخچه
در سال ۱۹۷۳، درحالی که او به عنوان دستیار کمیک‌استریپ تاج خروس‌ها تی. کی ریان (T.k Ryan's Tumbleweeds) کار می‌کرد، کمیک استریپ گنورم گنت (Gnorm Gnat) را ایجاد کرد که فقط از سال ۱۹۷۲ تا ۱۹۷۵ در پاندلتون تایمز پندلتون، ایندیانا راه اندازی شد و با موفقیت اندکی روبرو شد. یکی از سردبیران مشهور گفت: «هنر [دیویس] خوب بود، کارش عالی بود، اما کسی با اشکالات قابل شناسایی نیست.»
دیویس تصمیم گرفت نگاهی طولانی و سخت به نوارهای طنز فعلی داشته باشد تا مشخص کند که چه گونه از شخصیت‌های ستاره حیوانات ممکن است محبوب‌تر باشد. او احساس کرد که سگ‌ها خوب کار می‌کنند اما متوجه گربه‌های برجسته‌ای نشده است. دیویس فهمید که می‌تواند یک ستاره گربه بسازد و در مزرعه‌ای با بیست و پنج گربه بزرگ شده است.
گارفیلد، ستاره، مبتنی بر گربه‌هایی بود که دیویس در اطرافش بزرگ شد. او نام و شخصیت خود را از پدربزرگ دیویس، جیمز آ. گارفیلد دیویس، که به قول دیویس "گرفته بود -" مرد بزرگ و قاری "بود گرفت. نام جان آرباکل از یک تبلیغ بازرگانی قهوه در دهه ۱۹۵۰ به دست آمد. او همچنین هم اتاقی جان، لیمان را اضافه کرد تا کسی بتواند با او گفت‌وگو کند، نام برداشته شده آن از شخصیت قبلی گنورم گنت هست. شخصیت نهایی سگ لیمان اسپات بود که بعداً به ادی تغییر نام یافت. از سال ۱۹۷۶ تا اوایل سال ۱۹۷۸، این شخصیت‌ها در استریپی به نام جان ظاهر شدند که در تایمز نیز اجرا شد. نوارهای اولیه اولیه به‌طور کلی مستند نشده بودند و تا سال ۲۰۱۹ که یک کانال یوتیوب با نام کوینتون ریویو (Quinton Review) توانست چند اسکن دیجیتالی انتشارات جان را از کتابخانه انجمن پندلتون پس از جمع‌آوری اطلاعات از طریق مبهم بازیابی کند، رسانه ای گمشده به حساب می‌آمدند. منبع بلاگ پست (blogpost) در یک سایت ویکی رسانه گمشده است. این استریپ برای اولین بار در پندلتون تایمز در ۸ ژانویه ۱۹۷۶، فقط در دو هفته پس از پایان یافتن گنورم گنت ظاهر شد.
اتحادیه ویژه ایالات متحده استریپ توزیع ملی را که قبلاً از گارفیلد در تاریخ اول سپتامبر ۱۹۷۷ بازخوانی شده بود، در مارس ۱۹۷۸ (پایان کار خود در تایمز در تاریخ ۲) پذیرفت و در ۱۹ ژوئن همان سال اولین بار در ۴۱ روزنامه را آغاز کرد (با این حال، پس از یک آزمایش، شیکاگو سان-تایمز ((chicago Sun-Times)) آن را رها کرد، فقط برای بازگرداندن آن پس از شکایت خوانندگان).
استریپ گارفیلد یکشنبه در ۲۵ ژوئن ۱۹۷۸ راه‌اندازی شد؛ آن را فقط در اندازه صفحه سوم تا ۲۲ مارس ۱۹۸۱ در دسترس بود. یک صفحه نیمه نخستین روز یکشنبه، ۲۹ مارس آغاز شد. استریپ‌های یکشنبه برای ۱۴ مارس و ۲۱ مارس ۱۹۸۲، یک قالب نه تابلوی منحصر به فرد را امتحان کرد، اما یو اف اس استفاده بیشتر از آن را محدود کرد. (یو اف اس، با این حال، به دیویس اجازه داد که از قالب برای استریپ یو اس آکرس ((U.S Acres)) بعدی خود استفاده کند).
استریپ دچار تغییراتی در سبک و سبک شد، از سبک استریپ‌های ۱۹۷۶–۱۹۷۸، به چهره‌ای کارتونی‌تر از سال ۱۹۸۴ به بعد. این تغییر عمدتاً بر طرح گارفیلد تأثیر گذاشته است، که تحت یک «تکامل داروینی» قرار گرفت که در آن او شروع به راه رفتن روی پاهای عقب خود، «لاغر به پایین»، و «متوقف به نگاه … از طریق چشمان کوچک چرام» تحول او، به گفته دیویس، شد. برای «آسانتر کردن ادیه از روی میز» یا «رسیدن به یک تکه پای» آسان‌تر است.
گارفیلد به سرعت موفقیت تجاری شد. در سال ۱۹۸۱، کمتر از سه سال از راه‌اندازی سراسر کشور، این نوار در ۸۵۰ روزنامه ظاهر شد و بیش از ۱۵ میلیون دلار کالا جمع کرد. برای مدیریت کالاها، دیویس، شرکت پاوز را تأسیس کرد که در سال ۱۹۸۲ استریپ در بیش از ۱۰۰۰ روزنامه ظاهر شد.
تا سال ۲۰۰۲، گارفیلد تبدیل به سندیکایی‌ترین استریپ جهان شد، که در ۲۷۵۰ روزنامه با ۲۶۳ میلیون خواننده در سراسر جهان ظاهر می‌شد؛ تا سال ۲۰۰۴، گارفیلد در نزدیک به ۲۶۰۰ روزنامه ظاهر شد و از ۷۵۰ میلیون دلار به ۱ میلیارد دلار ارزش کالا در ۱۱۱ کشور فروخت. در سال ۱۹۹۴، شرکت دیویس پاوز (Paws.Inc)، کلیه حقوق نوارها را از ۱۹۷۸ تا ۱۹۹۳ از یونایت فاینانت خریداری کرد. این استریپ درحال حاضر توسط یونیورسال پرس سندیکا توزیع شده است، درحالی که حقوق این استریپ با شرکت پاوز باقی مانده است.
دیویس درحالی که همچنان کنترل خلاق را حفظ کرده و تنها امضا کننده آن است، فقط طرح‌های خشن را می‌نویسد و معمولاً انجام می‌دهد. از اواخر دهه ۱۹۹۰ بیشتر کارها توسط دستیاران طولانی مدت برت کوت و گری بارکر انجام شده است. کار جوهر و رنگ آمیزی توسط سایر هنرمندان انجام می‌شود، درحالی که دیویس بیشتر وقت را صرف نظارت بر تولید و تجارت کالاها می‌کند.

## بازاریابی
گارفیلد در ابتدا توسط دیویس ایجاد شد و قصد داشت شخصیتی خوب و قابل بازاریابی به وجود آورد. اکنون گارفیلد هماهنگ‌ترین کمیک‌استریپ جهان، گارفیلد کالاهای تبلیغاتی از جمله لباس، اسباب بازی، بازی‌های ویدئویی، کتاب، سفرهای دریایی کارائیب، کارت‌های اعتباری، عروسک‌ها، دی‌وی‌دی فیلم‌ها یا تلویزیون را تولید کرده است و سری و رسانه‌های مرتبط را دارد.

## رسانه

### اینترنت
سایت گارفیلد (Garfield.com) وب‌سایت رسمی این استریپ است که شامل بایگانی استریپ‌های گذشته به همراه بازی‌ها و یک فروشگاه آنلاین است. جیم دیویس همچنین برای ایجاد سایت پروفسور گارفیلد (www.ProfessorGarfield.org)، وب‌سایت آموزشی با بازی‌های تعاملی با تمرکز بر مهارت‌های ریاضی و خواندن با دانشگاه بال استیت (Ball State) و سایت دیجیتال یادگیری پرسون (Pearson Digital Learning) همکاری کرده است که گروه فناوری کودکان مایندوالکر (MindWalker) را ایجاد کند، یک مرورگر وب که به والدین امکان می‌دهد وب‌سایت‌هایی را که فرزندانشان می‌توانند در یک لیست از پیش تعیین‌شده مشاهده کنند، محدود کنید.
انواع استریپ‌های ویرایش شده گارفیلد در اینترنت موجود است که برخی از آنها در سایتهای اختصاصی و غیررسمی خود میزبانی می‌شوند. قدمت سال ۲۰۰۵، سایتی به نام "Garfield Randomizer" با استفاده از تابلوهایی از نوارهای قبلی گارفیلد، استریپ سه تخته ایجاد کرد. رویکرد دیگری که به "سکوت گارفیلد" معروف است، شامل از بین بردن بادکنک فکر گارفیلد از استریپ‌ها است. برخی از نمونه‌ها از سال ۲۰۰۶ میلادی است. وب‌سایتی به نام آرباکل موارد فوق را انجام می‌دهد، اما اصالت‌ها را با سبک هنری متفاوت بازنویسی می‌کند. خالق سایت آرباکل می‌نویسد: "گارفیلد" از اینکه کمیک در مورد یک گربه خنده‌دار و خنده‌دار باشد، تغییر می‌کند و به تصویری قانع کننده از یک مرد تنهایی، احساساتی و مضحک تبدیل می‌شود که با حیوانات خانگی خود صحبت می‌کند. در نظر بگیرید که جان طبق گفته‌های گارفیلد نمی‌تواند. افکار گربه او را بشنوید. این جهان است که او آن را می‌بیند. این داستان اوست ". تغییر دیگر در همان خطوط، به نام "رالفیلد" یا "گارفیلد واقع گرایانه"، ترسیم دوباره گارفیلد به عنوان یک گربه واقعی و همچنین از بین بردن بادکنک‌های فکرش است. هنوز هم رویکرد دیگری برای ویرایش نوارها شامل حذف گارفیلد و سایر شخصیت‌های اصلی از اصالت به طور کامل و ترک جان با او است. درحالی که نوارهایی در این زمینه از اوایل سال ۲۰۰۶ به صورت آنلاین یافت می‌شود، سایت ۲۰۰۸ گارفیلد منهای گارفیلد توسط دن والش توجه کافی آنلاین را برای پوشش رسانه‌های خبری دریافت کرد. استقبال عمدتاً مثبت بود: در اوج خود، سایت روزانه ۳۰۰٬۰۰۰ بازدیدکنندگان، بازدید کرد. هواداران با "تنهایی و ناامیدی" جان در ارتباط بودند و "مورچه دیوانه" او را طنزآمیز یافتند. جیم دیویس خود نوارهای والش را "کاری الهام بخش برای آنجام" خواند و گفت که "بعضی از [استریپ‌ها] بهتر از اصالت کار می‌کنند". شرکت بالانتاین بوکز (Ballantine Books)، که کتاب‌های گارفیلد را منتشر می‌کند، یک جلد استریپ گارفیلد منهای گارفیلد را در تاریخ ۲۸ اکتبر ۲۰۰۸ منتشر کرد.

### تلویزیون
اولین انیمیشن گارفیلد در فیلم سرگرمی‌های خارق‌العاده (The Fantastic Funnies) بود که در تاریخ ۱۵ مه ۱۹۸۰ با ابراز بازیگر اسکات بیچ در سی بی اس پخش شد. گارفیلد یکی از استریپ‌هایی بود که به عنوان تازه‌وارد معرفی شد (استریپ آن زمان فقط دو سال داشت). از سال ۱۹۸۲ تا ۱۹۹۱، دوازده فیلم تلویزیونی ویژه کارتونی گارفیلد برتر و یک ساعت مستند برتر شبانه روز با تجلیل از ۱۰ سالگی این شخصیت پخش شد. لورنزو موزیک در همه آنها از گارفیلد ابراز کرد. یک برنامه کارتونی صبح شنبه، گارفیلد و دوستان (Garfield and Friends)، در هفت فصل از سال ۱۹۸۸ تا ۱۹۹۴ پخش شدند. این اقتباس همچنین موزیک را به عنوان صدای گارفیلد به نمایش گذاشت. نمایش گارفیلد (The Garfield Show)، یک سریال انیمیشنی کامپیوتری، در سال ۲۰۰۷، شروع به توسعه کرد که مصادف با سیمین سالگرد استریپ در سال بعد شود. این سری در دسامبر ۲۰۰۸ در فرانسه پخش شد و پخش آن در ایالات متحده در شبکه کارتون نت‌ورک در ۲ نوامبر ۲۰۰۹ آغاز شد. پس از کسب حقوق از شرکت مادر والدین نیکلودئون، ویاکام سی بی اس، یک سری جدید در نیکلودئون هم‌اکنون درحال ساخت است.

### سریال‌های تلویزیونی
۱. «گارفیلد و دوستان» (۱۷ سپتامبر ۱۹۸۸–۱۰ دسامبر ۱۹۹۴) (در سی بی اس)
۲. «نمایش گارفیلد» (۲ نوامبر ۲۰۰۹–۲۴ اکتبر ۲۰۱۶) (در کارتون نت‌ورک بعداً در شبکه آمریکایی بومرنگ)
۳. «سریال انیمیشنی بدون عنوان نیکلودئون گارفیلد» (تاریخ پخش این سریال بزودی اعلام خواهد شد)

### فیلم‌های ویژهٔ تلویزیونی برتر
۱. "گارفیلد می‌آید!" (۲۵ اکتبر ۱۹۸۲) (نامزد شد)
۲. «گارفیلد در شهر» (۲۸ اکتبر ۱۹۸۳) (برنده شد)
۳. «گارفیلد خشن» (۲۶ اکتبر ۱۹۸۴) (برنده شد)
۴. «ماجرای هالووینی گارفیلد» (۳۰ اکتبر ۱۹۸۵) (برنده شد)
۵. «گارفیلد در جزیره» (۲۷ مه ۱۹۸۶) (نامزد شد)
۶. «گارفیلد به هالیوود می‌رود» (۸ مه ۱۹۸۷) (نامزد شد)
۷. «کریسمس گارفیلد» (۲۱ دسامبر ۱۹۸۷) (نامزد شد)
۸. «گارفیلد: ۹ تا از زندگیش» (۲۲ نوامبر ۱۹۸۸) (نامزد شد)
۹. «بچه‌ها و بولدارهای گارفیلد» (۲۳ مه ۱۹۸۹) (برنده شد)
۱۰. «شکرگزاری گارفیلد» (۲۲ نوامبر ۱۹۸۹) (نامزد شد)
۱۱. «فانتزی‌های گربه گارفیلد» (۱۸ مه ۱۹۹۰) (نامزد شد)
۱۲. «گارفیلد جان می‌گیرد» (۸ مه ۱۹۹۱) (نامزد شد)

### فیلم‌ها
گارفیلد (فیلم) در ۱۱ ژوئن ۲۰۰۴ در سینماها اکران شد. دنباله آن، گارفیلد ۲، در ۱۶ ژوئن ۲۰۰۶ اکران شد. گارفیلد توسط بیل موری در هر دو فیلم ابراز شد. سه فیلم مستقیم به فیلم منتشر شد، فیلم گارفیلد واقعی می‌شود در ۹ آگوست ۲۰۰۷، فیلم جشنواره سرگرمی گارفیلد در ۵ اوت ۲۰۰۸ و فیلم نیروی حیوان خانگی گارفیلد در ۱۶ ژوئن ۲۰۰۹ اکران شد. در ۲۴ مه ۲۰۱۶ اعلام شد که آلکون اینترتینمنت (Alcon Entertainment) یک فیلم جدید انیمیشن کامپیوتری گارفیلد به همراه جان کوهن و استیون پی. وگنر آماده تولید خواهد کرد و به کارگردانی مارک دینال، کارگردان فیلم «گربه‌ها نمی‌رقصند»، «شیار جدید امپراتور» و «جوجه کوچولو» ساخته خواهد شد. در آگوست ۲۰۱۹، ویاکوم حقوق گارفیلد را بدست آورد و وضعیت فیلم نامشخص است.

### بازی‌های ویدئویی
یک بازی ویدئویی گارفیلد توسط شرکت آتاری (Atari.Inc) برای کنسول بازی ویدئویی خانگی آتاری ۲۶۰۰ ساخته شده است و در فهرست ۱۹۸۴ آنها ظاهر می‌شود. با این حال، پس از اسپین آف آتاری و فروش بخش بازی‌های خانگی و رایانه‌های خود، مالک جک ترامیل تصمیم گرفت با توجه به وضعیت نزولی صنعت بازی‌های ویدئویی در آن زمان، حق امتیاز شخصیت خیلی گران باشد و بازی لغو شد. تصویر رام از بازی با برکت جیم دیویس منتشر شد.
گارفیلد: معامله پری بزرگ چربی یک بازی ویدئویی در سال ۱۹۸۷ برای کنسول‌های آتاری اس تی، اسپکتروم، کمودور ۶۴، آمستراد سی پی سی و آمیگا بر اساس کمیک‌استریپ است. توا چیکی (Towa Chiki) بازی «یک هفته از گارفیلد» را برای کامپیوتر خانواده (Family Computer) ساخته بود، که تنها در سال ۱۹۸۹ در ژاپن منتشر شد. سگا همچنین بازی‌های ویدئویی را بر اساس گارفیلد برای جنسیس «گارفیلد: گرفتار عمل» (Garfield: Caught in Act) و رایانه‌های ویندوز ۳٫۱ ساخت. شرکت‌های دیگر بازی‌هایی نظیر داستان دو گربه برای نینتندو دی اس را ساختن که توسط گیم فاکتوری (Game Factory) منتشر شدند، بازی کابوس گارفیلد برای نینتندو دی اس، جشنواره سرگرمی گارفیلد برای نینتندو دی اس و «هزارتوی گارفیلد» برای گیم بوی. در پلی استیشن ۲، گارفیلد و گارفیلد ۲ (که در ایالات متحده با نام‌های گارفیلد، یک داستان دو گربه شناخته می‌شدند) بودند. «تور جهانی گارفیلد لازانیا» برای پلی استیشن ۲ نیز ساخته شده است. و بازی‌های اضافی اخیر برای دستگاه‌های تلفن همراه عبارتند از: «شام گارفیلد» و «دفاع زامبی گارفیلد» و غیره.
در سال ۲۰۱۲، مجموعه‌ای از بازی‌های ویدئویی گارفیلد توسط ناشر فرانسوی آنومان اینتراکتیو منتشر شدند از جمله پازل‌های من با گارفیلد!، جداول ضرب با گارفیلد، گارفیلد کارت و مسابقه گارفیلد آغاز شد!
در تاریخ ۳۰ ژوئیه ۲۰۱۹، گزارش شد که گارفیلد کارت قصد دارد دنباله ای با عنوان گارفیلد کارت: مسابقه خشمگین را بدست آورد. این بازی در تاریخ ۷ نوامبر ۲۰۱۹ برای مایکروسافت ویندوز و مک او اس از طریق استریم (Steam) و در ۱۹ نوامبر ۲۰۱۹ برای پلی استیشن ۴، ایکس باکس وان و نینتندو سوئیچ منتشر شد.

### مرحله
جوزف پاپ، تولید کنندهٔ فیلم خط کوروس (Chorus Line)، در مورد ساخت یک موزیکال گارفیلد صحبت کرد، اما به دلیل برخی عوارض، هیچگاه از زمین خارج نشد. یک قطعه موسیقی کامل با عنوان "Garfield Live"، برای سپری کردن تور ایالات متحده در سپتامبر ۲۰۱۰ برنامه‌ریزی شده بود، اما در ۱۸ ژانویه ۲۰۱۱، جایی که در مونسی، ایندیانا پخش شد، حرکت کرد. این کتاب توسط جیم دیویس، با موسیقی و اشعار مایکل دانیسکر و بیل مید، نوشته شده است و توسط AWA Touring Services رزرو شده است. آهنگ افتتاحیه "Cattitude" را می‌توان در وب سایت ملی تور، همراه با دو نفر دیگر، "بر روی حصار" و "رفتن به خانه" شنیده‌ام. هنگامی که تور آمریکای شمالی در سال ۲۰۱۲ به پایان رسید، آن را در سراسر آسیا سفر کرد.

### کتاب کمیک
با توافق با پاوز، شرکت بوم! استودیو (Boom!Studio) در ماه مه ۲۰۱۲ یک کتاب کمیک گارفیلد را راه اندازی کرد که اولین موضوعی است که توسط یک داستان نوشته شده توسط مارک ایوانیر (که نظارت بر گارفیلد و دوستان و نمایشگاه گارفیلد را داشته است) منتشر شده است و نشان داده شده توسط‌گری بکرر (Davis) است.

### کتاب هنری
در سال ۲۰۱۶، هرمس مطبوعاتی با Paws, Inc را امضا کرد تا یک کتاب هنری در زمینه هنر نویسنده جیم دیویس، تحت عنوان «هنر جیم دیویس گارفیلد» منتشر کند. این کتاب شامل یک مقاله توسط نویسنده R.C. هاروی و دیگر مواد اصلی و در ژوئیه ۲۰۱۶ برای سان دیه گو کمیک-کان منتشر شد.

### رستوران
در سال ۲۰۱۸، رستوران ارواح پس از افتتاح حق رای دادن به برنامه گارفیلد می‌خورد (GarfieldEATS) در دبی با مضمون. این رستوران توسط بنیانگذار و "مدیر ارشد بازرگانی" ناتن مازری به عنوان "رستوران سریع موبایل" توصیف شده است. مازری ادعا می‌کند که این رستوران "کارآفرین" است، یک اسلحه از کلمات "سرگرم کننده" و "جذاب" است. مشتریان غذا را از طریق برنامه رسمی موبایل سفارش می‌دهند که شامل بازی‌ها نیز می‌باشد و به کاربران اجازه می‌دهد قسمت‌های کارتون گارفیلد و دوستان را خریداری کنند. در این رستوران لازانیا، پیتزا به شکل گارفیلد، "Garfuccinos" و میله شکلات تیره شکل گارفیلد سرو می‌شود. مکان دوم در سال ۲۰۱۹ در تورنتو افتتاح شد.

## شخصیت‌ها

### گارفیلد (Garfield)
اولین حضور: ۱۹ ژوئن ۱۹۷۸
یک گربهٔ نارنجی، چاق، خودخواه و تنبله که از خوردن و خوابیدن لذت زیادی می‌بره. گارفیلد در آشپزخانهٔ یک رستوران ایتالیایی به نام مامالئون متولد شد و از روز اول تولدش عاشق لازانیا شد! به گفتهٔ پدربزرگش، وقتی به دنیا اومد ۲/۴ کیلوگرم بوده که با شگفتی تمام توی تخت‌خواب کوچیکش جا شده.
اون عاشق لازانیا، کش رفتن غذای جان، لگد پروندن به اودی و پرت کردنش از بالای میز، سرگرم کردن یا آزار دادن شبونهٔ همسایه‌ها با اجرای نمایش روی پرچینه (که اکثر مواقع چیزی به سمتش پرتاب می‌شه)!
گارفیلد از رژیم غذایی و دوشنبه‌ها متنفره چون فردای یکشنبه‌ست و دائم تو اون روز بدشانسی می‌آره! اون از عنکبوت‌ها هم متنفره و گاهی با روزنامه یا هر چیزی که دم دستش باشه اونقدر می زنه رو سرشون تا مثل پن‌کیک نازک بشن. گاهی اوقات پرده‌های خونهٔ جان رو پاره می‌کنه و سرخس جان رو می خوره یا تکه‌تکه می‌کنه. این جور مواقع جان خیلی از دستش عصبانی می‌شه.
تفکر گارفیلد در مورد خودش و اطرافیانش باعث شده از خیلی از موجودات دیگه از جمله انسان‌ها و سگ‌ها و حیوانات دیگه باهوش‌تر به نظر بیاد. این روزها گارفیلد بیشتر آدمه تا گربه. سه سال بعد از شروع کمیک‌ها، دیویس اندامش رو اندکی تغییر داد و گارفیلد شروع به راه رفتن روی دو پا کرد و از اون موقع تا به حال روز به روز رفتارش بیشتر به آدم‌ها شبیه شده.

### جان آرباکل (Jon Arbuckle)
اولین حضور: ۱۹ ژوئن ۱۹۷۸
صاحب گارفیلد و مثلاً ارباب خونه‌ست، که البته گارفیلد قبلاً بهش ثابت کرده ارباب واقعی خونه کیه! جان یک ناشی به تمام معناست. اون به گارفیلد و اودی غذا می‌ده و هم‌صحبت گارفیلد به حساب میاد. با اینکه نمی‌تونه حرف‌های اونو بشنوه ولی به نظر میاد به خوبی می‌تونه ذهن‌خونی کنه و صحبت‌های گارفیلد رو حدس بزنه. اون تو ارتباط برقرار کردن با دیگران، مخصوصاَ لیز، مشکل داره. اکثر مواقع قربانی شوخی‌های گارفیلد می‌شه. جان یه کارتونیسته و اونقدر پول در میاره که می‌تونه شکم گارفیلد رو سیر نگه داره! جان متولد ۲۸ جولایه و از سال ۱۹۷۸ با گارفیلد زندگی می‌کنه.

### اودی (Odie)
اولین حضور: ۸ آگوست ۱۹۷۸
سگ دوست داشتنی اما کودن لیمان. اودی همراه لیمان به خونهٔ جان نقل مکان کرده و مسلمه که گارفیلد از این موضوع خوشحال نشده. موهای بدنش زرد رنگه و گوش‌های قهوه‌ای‌رنگی داره. تندتند نفس می‌کشه و بیشتر مواقع زبون بزرگش بیرون از دهنشه. گارفیلد اغلب اونو از بالای میز به پایین پرت می‌کنه یا با مشت و لگد اونو از خودش دور می‌کنه فقط چون ازش خوشش نمیاد. اودی تنها موجودیه که نمی‌تونه حرف بزنه ولی حرف‌های دیگران رو متوجه می‌شه. البته گاهی دیده شده کلمات کوتاهی از ذهنش می‌گذره که نشون می‌ده لال نیست، فقط یه خرده کم‌حرفه! اودی همیشه قربانی شوخی‌های گارفیلد می‌شه.

### پوکی
پوکی خرس عروسکی گارفیلده که به نظر گارفیلد بهترین دوست خودشه! گارفیلد معتقده که پوکی مثل خودش فکر می‌کنه!
گارفیلد پوکی رو تو کشوی اتاق جان پیدا کرد که معلوم نیس صاحب قبلیش کی بوده. گارفیلد خیلی به پوکی وابسته س و آرزو داره تو بغلش بخوابه که البته معلومه که نمی‌تونه!

### لیز کتر الیزابت ویلسون
لیز کتر الیزابت ویلسون، دامپزشک گارفیلده. جان با نگاه اول عاشقش می‌شه و دائم سعی می‌کنه باهاش ارتباط برقرار کنه و باهاش بیرون بره. لیز هم سعی می‌کنه بهش بفهمونه هیچ علاقه ای به این کار نداره ولی تلاشش بیهوده ست. البته گهگاه به دعوت هاش پاسخ مثبت می‌ده ولی پایان تمام این گردش‌ها به بلا و مصیبت منتهی می‌شه! بعدها جان رو توی یک رستوران می‌بینه و اونجا جلوی چند نفر دیگه اعتراف می‌کنه که به جان علاقه پیدا کرده.

### آرلین
آرلین دوست دختر گارفیلد هست. یگ گربهٔ مادهٔ صورتی لاغر که به نظر می‌رسه تنها موجود زنده آیه که می‌تونه با موفقیت سر به سر گارفیلد بگذاره. بین دندون‌های جلوش فاصله هست که گارفیلد تا می‌تونه به اون اشاره می‌کنه چون تنها چیزیه که در برابر کنایه‌های آرلین داره! به نظر گارفیلد، آرلین دومین گربهٔ زیبای دنیاست. آخه اولیش خودشه!

### لیمان
لیمان (lyman) دوست جانه که برای مدتی پیش اون زندگی کرد. سیبیل‌های لیمان یکی از محبوب‌ترین قسمت‌های کمیکهائیه که لیمان توش وجود داره! لیمان کمی خنگه. تو لباس پوشیدن هیچ سلیقه ای نداره و به گفتهٔ دیویس هدف اصلی از حضور لیمان، وجود شخصی بود که جان بتونه واقعاً باهاش صحبت کنه و نظراتش رو بهش بگه که این وظیفه با گذر زمان به عهدهٔ خود گارفیلد گذاشته شد و لیمان بدون هیچ توضیحی ناپدید شد! آخرین باری که لیمان دیده شد توی جشن تولد ده سالگی گارفیلد بود.

### نرمال
نرمال (nermal) بچه گربهٔ ناز ملوسیه که مدام ملوسیش رو به رخ گارفیلد می‌کشه و می‌گه گوگولی‌ترین گربهٔ دنیاست. یا می‌گه گربه تا بچه ست خوشگله، وقتی بزرگ می‌شه زشت می‌شه. در کل زبونش دائم برای نیش و کنایه باز می‌شه. گارفیلد از حرفهاش به شدت عصبانی می‌شه.

### ایرما
ایرما از معدود دوستهای جانه که تو کمیک‌ها ظاهر می‌شه. اون صاحب یکی از غذا خوری‌های تزدیک خونهٔ جانه که گاه‌وبیگاه غذاهای بی کیفیت و مدیریت بدتر غذاخوریش موضوع خندهٔ بعضی کمیک‌ها می‌شه. چهرهٔ جذابی نداره و یه کم دیر انتقاله و یه کمی هم خل و چل می زنه ولی فرز و سریعه. اکثر اوقات با کارهاش همه رو غافلگیر می‌کنه.

### موشها
خونهٔ جان محل سکونت چندین موشه. تمام اون‌ها دوستان گارفیلد هستن. اکثرشون اسم ندارن ولی گارفیلد اسم سه تا از اون‌ها رو گذاشته اسکویک، هرمن و فلوید. اون‌ها می‌دونن که گارفیلد تنبل‌تر از اونیه که بتونه اون‌ها رو بگیره. جان هم بعضی اوقات اون رو تهدید می‌کنه که اگه موش‌ها رو نگیره بهش شام نمی‌ده. مسلماً گارفیلد هم روش‌های خودش رو داره.